# Experimentul Philadelphia (film din 1984)
Experimentul Philadelphia (în engleză: The Philadelphia Experiment) este un film american științifico-fantastic din 1984. Este regizat de Stewart Raffill și îi are în distribuție pe Michael Paré, Bobby Di Cicco și Nancy Allen și se bazează pe legenda urbană a experimentului Philadelphia. În 1943, marinarii United States Navy David Herdeg (Paré) și Jim Parker (Di Cicco) sunt aruncați înainte în timp până în anul 1984, când un experiment științific efectuat la bordul navei USS Eldridge se transformă într-o catastrofă. Filmul îi urmărește pe cei doi bărbați în timp ce încearcă să supraviețuiască viitorului și se luptă împotriva timpului pentru a pune capăt experimentului care amenință acum soarta lumii întregi.

## Prezentare
În 1943, marinarii marinei americane David Herdeg și Jim Parker servesc la bordul distrugatorului de escortă USS Eldridge, andocat în portul Philadelphia. Medicul James Longstreet și echipa sa efectuează un experiment pentru a face nava invizibilă pentru radar, dar o defecțiune face ca nava să dispară. Încercările lui David și Jim de a opri experimentul eșuează și sar peste bord pentru a scăpa.
Ajung în timpul nopții într-un orășel, care și el dispare, lăsându-i părăsiți într-un deșert. Surprinși de apariția unei aeronave necunoscute (un elicopter), ei fug și Jim este aproape electrocutat de un gard electric. În cele din urmă, își găsesc drumul către un restaurant de lângă drum. O descărcare de energie de la Jim distruge două jocuri arcade, ceea ce duce la o altercație cu proprietarul. Fugind în parcare, iau o femeie pe nume Allison ostatică și o obligă să-i alunge. Confuzi de ce se întâmplă în jurul lor, sunt șocați când Allison le spune că sunt în anul 1984. Ei sunt urmăriți și prinși de poliție. Jim, care suferă de convulsii din ce în ce mai severe, este internat înainte de a dispărea din patul de spital într-un fulger de lumină. David și Allison scapă apoi poliția militară, care a sosit să-l ia pe David în custodie.
După ce realizează că se află în apropierea locului natal al lui Jim, în California, David decide să încerce să-și găsească familia. Soția lui Jim, Pamela, care acum este în vârstă, îl recunoaște imediat pe David din 1943. Ea spune că Eldridge a reapărut la câteva minute după ce a dispărut. Jim s-a întors și el și a fost pedepsit și internat în spital după ce a spus adevărul despre vizita temporară în 1984. David constată că el însuși nu s-a mai întors niciodată. David îl vede pe un Jim în vârstă în afara unei ferestre, dar Jim refuză să vorbească cu el. Când David și Allison pleacă, văd poliția militară apropiindu-se și urmează o urmărire de mare viteză prin ferma lui Jim. Cei doi reușesc să-i ocolească atunci când vehiculul următor se prăbușește și arde. Din epava incendiată, David salvează documente care menționează numele Longstreet. Recunoscând că Longstreet a fost implicat în experimentul din Philadelphia în 1943, David decide să-l găsească. Pe măsură ce petrec timp împreună, David și Allison se îndrăgostesc.
În 1984, Longstreet a încercat să folosească aceleași tehnologii care au fost folosite în experimentul Eldridge pentru a crea un scut ca protecție împotriva unui atac cu rachete balistice intercontinentale. Când echipamentul a fost testat, orașul protejat a dispărut în „hiperspațiu”. Oamenii de știință nu au putut opri experimentul, care a creat un vortex care atrage materia în el și provoacă vreme extrem de instabilă și severă. Longstreet prezice că vortexul va continua să se extindă până când întreaga lume va fi consumată. Oamenii de știință trimit o sondă în vortex și descoperă Eldridge în interior. Ei susțin că cele două experimente s-au legat împreună cu generatoarele de pe Eldridge care alimentează vortexul.
David prinde un asistent la casa lui Longstreet și îl obligă pe bărbat să-i ducă la bază. Longstreet îi explică lui David situația și îi spune că, potrivit marinarilor supraviețuitori de pe Eldridge, nava s-a întors în Philadelphia în 1943, după ce David a oprit generatorul. Longstreet spune că David trebuie să treacă prin vortex și să ajungă pe Eldridge ca să încheie experimentul, altfel vortexul va distruge Pământul.
David este echipat cu un costum izolat electric și catapultat în vortex. Aterizează pe puntea de pe Eldridge, unde găsește diverși membri ai echipajului grav răniți. Se grăbește spre camera generatorului și sparge mai multe tuburi cu vid folosind un topor de stingere a incendiilor. Generatorul se oprește și David îl caută pe Jim. După ce se asigură că Jim este bine, David sare peste bordul navei și dispare. În 1943, Longstreet și alții văd Eldridge cum reapare în Philadelphia, dezvăluind membri ai echipajului cu arsuri grave, în timp ce alții au fost topiți de vii în carena navei.
În 1984, orașul dispărut reapare când Allison și David se reîntâlnesc.

## Distribuție
- Michael Paré - David Herdeg
- Nancy Allen - Allison Hayes
- Eric Christmas - Dr. Jim Longstreet
  - Miles McNamara - Tânărul Jim Longstreet
- Bobby Di Cicco - Jim Parker
  - Ralph Manza - Jim Parker mai în vârstă
- Louise Latham - Pamela
  - Debra Troyer - Tânăra Pamela
- Stephen Tobolowsky - Barney
- Kene Holliday - maiorul Clark
- Joe Dorsey - Șeriful Bates
- Michael Currie - Magnussen
- Gary Brockette - Adjutant / Andrews
- James Edgcomb - ofițer Boyer
- Glenn Morshower - Mecanic
- Vaughn Armstrong - Cowboy